# Yaginumaella hyogoensis
Yaginumaella hyogoensis es una especie de araña saltarina del género Yaginumaella, familia Salticidae. Fue descrita científicamente por Bohdanowicz & Prószyński en 1987.
Habita en Japón.